# Großgründlach
Großgründlach is een plaats in de Duitse gemeente Neurenberg, deelstaat Beieren, en telt 4965 inwoners (2005)